# Бакстер, Томас
Томас Бакстер (англ. Thomas Baxter) — английский математик и школьный учитель, работавший в основном в 1732—1740 годах. Известен в первую очередь как создатель неверного метода построения квадратуры круга. Фрэнсис Эджуорт в своём Национальном биографическом словаре писал о нём как о псевдоматематике.
Он работал учителем школы в Норт-Йоркшире. В 1732 году опубликовал свой труд The Circle Squared, который содержал неверное утверждение без доказательства: «если диаметр круга равен единице, то длина его окружности равна 3,0625», в то время как реальная длина окружности будет равна числу пи; далее из этого утверждения следовало 14 неверных геометрических теорем. Публикация получила негативные отзывы и была отвергнута современниками.
В 1740 Бакстер опубликовал другой труд: Matho, or the Principles of Astronomy and Natural Philosophy accommodated to the Use of Younger Persons. В отличие от предыдущей работы, эта была положительно воспринята коллегами и имела некоторую популярность.